# Bunk'Art
| Bunk'Art         |                                    |
|                  |                                    |
| Ulaz u muzej     |                                    |
| Vrsta:           | Muzej i galerija                   |
| Osnovana:        | 22. novembar 2014.                 |
| Sedište:         | Rruga Fadil Deliu 1001, Tirana     |
| Država:          | Albanija                           |
| Struktura:       | - Prilazni hodnici - 24 prostorije |
| Veb prezentacija | https://www.bunkart.al/            |

Bunk'Art je istorijski muzej, galerija savremene umetnosti i višenamenski prostor u glavnom gradu Albanije Tirani, razmešten u, za tu namenu adaptiranom prostoru nekadašnjeg tajnog vojnog podzemnog skloništa (sa 100 prostorija u više nivoa) iz perioda strahovlade Envera Hodže.
Nastao je kao, rezultat udruženih napora albanske vlade i neprofitnog umetničkog kolektiva Qendra Ura, sa ciljem da se kombinacijom muzejskog i umetničkog prostora i instalacije — na najiskreniji i najsloženij način albanske vlada pomiri sa novijom istorijom nacije.
Prostor koji je, paradoksalno, posvećen razdoblju od fašističke okupacije u Albaniji do kasnijeg razdoblja izolacionističke socijalističke diktature, isprepleten je mnoštvom dokumenata, fotografija i muzejskih instalacija inspirisanim istinitim sadržajima iz istorije Albanije. Tako Bunk'Art na jedinstveni način predstavlja ali i spaja — estetske diskurse, strategiju očuvanja pamćenja vezanog za politiku i arhitektonsku baštinu ali i turističke sadržaje, jer nudi posebno oštar primer postsocijalističkog političkog manevra u istoriji i kulturi u odnosu na nedavnu socijalističku prošlost Albanije.

## Položaj i razmeštaj
Bunk'Art se nalazi u istočnom predgrađu Tirane, u nekada atomskom skloništu (bunkeru) albanske vojske (pod tajnim nazvom „Objekti Shtylla”), koji je izgrađen tokom komunističkog period, u blizini planine Dajti, odnsono u njenom podzemlju u centralnoj Albaniji.
Neke od prostorije se koriste kao muzejska postavka za izlaganje fotografije, predmete i dokumenta, koje trebaju da ispričaju priču o vremenu jednog diktatora. Ostale prostorije koriste se za umetničke izložbe, ali većina je prazna. U srcu bunkera nalazi se skupštinska dvorana, dizajnirana za Hodžinu vladu u skrivanju, koja se sada koristi za koncerte i druge kulturne sadržaje.

## Namena
Nakadašnji atomski bunker pod zemljom (koji nikada nije korišćen za tu namenu), raspolaže sa više od 100 soba namenjenih za vojne i vladine aktivnosti tokom mogućeg atomskog rata, danas se koristi kao:
- muzej tog doba, sa ciljem da očuva seećanje na mračne godine pod Hodžinom vladavinom.
- galerija savremene umetnosti,
- izložbeni i koncertni prostor za različite kulturne i druge sadržaje.

## Preduslovi
Od 1945. do 1990, Albanija je imala jednu od najrepresivnijih vlasti u Evropi. Komunistička partija Albanije kao nosilac te represivne vlasti formirana je 1941. godine. Svi koji su joj se protivili bili su eliminisani, a Enver Hodža je došao na čelo partije, počevši da vlada kao sovjetski saveznik, pod velikim uticajem lika i dela Staljina.
Enver Hodža je nakon Staljinove smrti proglasio SSSR revizionističkim i antimarksističkim, tako da su ubrzo sve države Varšavskog pakta otkazale vernost Albaniji. Hodža je tada prihvatio Kinu za saveznika Albanije, što je trajalo samo do 1977. godine, nakon čega je pokušao da zemlju učini samodostatnom. Nakon te odluke tokom više decenija njegovog strahovladanja, Hodža je stvarao i uništavao odnose sa Beogradom, Moskvom, Kinom, ali i drugim zemljama sveta, uvek prema svojim ličnim interesima. Zemlja je bila izolovana, prvo od strane zapada (zapadna Evropa, Kanada, SAD), zbog odnosa sa komunističkim zemljama, a kasnije je izolovana i od komunističkog istoka.
U sklopu narušenih odnosa kako sa istokom tako i sa zapadom, Enver Hodža je smatrao da je Albanija ugrožena i naredio da se na području Albanije sagradi preko 750.000 bunker, i drugih pdzemnih fortifikacija, po nekoliko na svaki kvadratni kilometr. Za bunkere i podzemna skloništa koji su izgrađeni u periodu između 1960. i 1980. godine, utrošene su velike sume novca, jer je izgradnja jednog bunkera u to vreme koštala koliko i da se napravi stan od 30 — 40 metara kvadratnih.

### Veliki podzemni bunkeri
Ispod Tirane, glavnog grada Albanije, izgrađen je veliki podzemni binker u obliku petokrake sa bezbroj hodnika poput paukove mreže. Bunker je imao 100 soba. Ovo sklonište u obliku velikog bunkera, šiforvano nazvano „Objekti Shtylla”, počelo je da se gradi 1970-ih po naredbama i uputstvima Envera Hodže, sa namerom da zaštiti Hodžu i njegovog kabineta u slučaju nuklearnog napada. Hodža je umro nekoliko godina pre nego što je bunker dovršen, tako da bunker zapravo nikada nije stavljen u funkciju.

### Smena vlasti u Albaniji
Godine 1985, Enver Hodža je umro, i Ramiz Alija je došao na njegovo mesto. Alija je prvo pokušao da prati Hodžine korake, ali se istočna Evropa već menjala: Mihail Gorbačov se pojavio na sceni Sovjetskog Saveza sa novom politikom (glasnost i perestrojka). Totalitarni režim je bio pod pritiskom SAD i Evrope i mržnjom sopstvenog naroda. Potpisao je Helsinški sporazum (koji su ostale zemlje potpisale 1975) koji je Albaniju obavezao na poštovanje nekih ljudskih prava, u okviru kojih je bio dozvoljen i pluralizam. Nakon što je Hodžina partija pobedila na izborima 1991. godine, bilo je jasno da se promene ne mogu zaustaviti, koje su iskazane 1992. na opštim izborima u Albaniji kada je pobedila Demokratska stranka Albanije sa 62 % glasova.
Od 1990. Albanija je orijentisana prema zapadu. Primljena je u Savet Evrope i u NATO. Albanska radna snaga je nastavila da emigrira u Grčku, Italiju, Evropu i Severnu Ameriku. Korupcija u vlasti je postajala sve očiglednija. Političari nisu ispunjavali nade naroda u brzu i ne previše bolnu tranziciju.
Nakon navedenih politički promena u Albaniji 1990-tih, a 5 godina nakon smrti Envera Hodže, jedan od simbola Albanije — 750.000 bunkera počeo je da zarasta u korovr, jer sučuvene „pečurke” kako su ih neki zvali uglavnom zapuštene, iako nikad nisu ni doživele pravu svrhu, a pojedini bunkeri pretvoreni su u muzeje, kafiće, galerije, stanove ili predstavljaju mesta za tajne „ljubavne” sastanke.

## Istorija Muzeja
U sklopu navedenih promena u Albaniji počev od 1990-tih godina, nastale je potreba da se u nekadašnjem podzemnom skloništu ispod Tirane, nakon što za njegovo postojanje saznala javnost Albanije (jer je za ovaj objekat znalo samo vojno ministarstvo), godine 2014. godine udruženim naporima albanske vlade i neprofitnog umetničkog kolektiva zvanog „Qendra Ura”, prostor je adaptiran u muzej, galeriju savremene umetnosti i višenamenski izložbeni prostor, sa ciljem da objedini umetnost, kulturu i istoriju Albanskog naroda, kritički usmerenu prema očuvanju dela mraćne albanske istorije i sećanje na zloglasne godine pod vlašću Envera Hodže.

Bunk'Art je otvoren za javnost nešto više od godinu dana nakon što je vođa Albanske socijalističke partije Edi Rama preuzeo funkciju premijera 2013. godine. Rama, ranije poznat kao gradonačelnik Tirane tokom prve deceniju 21. veka, zaslužana je za insistiranje i spajanje umetnosti i politike radi transformacije albanskog gradskog pejzaža, i otvoranje vrata kolektivne memorije. Tim povodom na Tviteru je Edi rama napisao 
| „ | Podzemni svet diktature bez sumnje će se pretvoriti u istorijski, kulturni i turističku atrakcija. | ” |

Međutim nedugo nakon otvaranja muzej je zatvoren, da bi kasnije ponovo bio otvoren za novu sezonu, pa ponovo zatvorio i konačno ponovo otvorio — očigledno sada na stalnoj, a ne sezonskoj osnovi — od početka leta 2016. godine.
Kada se Bunk'Art prvi put otvorio, sadržavao je ne samo izložbene postavke i panoramske prikaze posvećene nemačkoj i italijanskoj okupaciji Albanije, neposrednoj posleratnoj diplomatskoj situaciji i socijalističkom razdoblju, već i niz umetničkih instalacija vlasnika galerije „Miza”, malog, ali perspektivnog izložbenog prostora savremene umetnosti u Tirani.
Tada se činilo da uključivanje umetničkih instalacija u prostor povezuje Bunk'Art s vlastitim prethodnim umetničkim, slikarskim intervencijama u albanskom javnom prostoru, a sigurno nije sslućajno da se Ramina vlada nastavila baviti promocijom stvaranje (centralizovanih, službenih) umetničkih prostora kao dela svog projekta modernizacije nacije.
Na početne korake Bunk'Art-a u mnogome je uticao italijanski medijski preduzetnik Carlo Bollino kao kustos i ključna figura u oblikovanju razvoja Bunk'Art-a. Bollinova vizija istorijskog eklekticizma postala je pokretačka snaga nakon što se muzej ponovno otvorio vrata pod kritikom da je Bunk'Art mnogo više prikaz ličnog entiteta (a ne državni muzej kakav je pre dolaska Bollinova bio). O tom novom izgledu muzeja Bollinova kaže:
| „ | Konačno, Bunk'Art je još jedno sredstvo za otkrivanje tajni komunizma, čak i ako koristi „jednostavnost" (mada naravno praćenu strogo tačnim istorijskim činjenicama) koja je uvek razdvajala novinarske opise od onih koje su napisali istoričari. Bunk'Art ne tvrdi da je muzej u klasičnom smislu (a klasične muzeje, koji su u krizi širom svieta, prepustićemo akademicima). Umesto toga, to je moderna izložba video muzej (muzejski videozapis) u kojoj se istorija otkriva u obliku koji je privlačniji, i, gde je to moguće, umetnički prikazana. | ” |

## Izložbena postavka
U muzej-galeriju ulazi se i izlazi kroz adaptirane podzemne tunele koji kod posetilaca utiču na stvaranje jezivih predstava o prostoru namenjenom fizičkoj zaštiti zloglasnog vođe Envera Hodže. Ali kad posetilac uđe u unutrašnjost, nailazi na svet vedre i evokativne savremene umetnosti, u 24 (od 100 soba) prepunih slika, fotografija i instalacija.
Osim što ovaj muzej-galerija pruža idalan prostor za vizuelne umetnike, stari bunker se koristi i kao pozorište, koncertni prostor, prostor za predavanja i druge događaje.

## Informacije za posetioce
Bunk'Art je otvoren za posetoce svakog dana od 9:00 do 16:00.

## Spoljašnje veze
- Zvanični veb-sajt